# Domneva Bunjakovskega
Domneva Bunjakovskega, ki jo je leta 1857 postavil ruski matematik Viktor Jakovljevič Bunjakovski, trdi, da nerazcepni polinom stopnje 2 ali več s celoštevilskimi koeficienti za naravne argumente tvori ali neskončno mnogo števil z največjim skupnim deliteljem (gcd), ki presega enoto, ali pa neskončno mnogo praštevil.
Zgled predhodnega primera je polinom {\displaystyle f(x)=x^{2}+x+4\,}, ki je nerazcepen, vendar tvori množico z gcd 2.
Domnevan zgled drugega primera je polinom {\displaystyle f(x)=x^{2}+1\,}, ki tvori praštevila prikazana v spodnji razpredelnici:
| x      | 1 | 2 | 4  | 6  | 10  | 14  | 16  | 20  | 24  | 26  | 36   | 40   | 54   |              |
| x2 + 1 | 2 | 5 | 17 | 37 | 101 | 197 | 257 | 401 | 577 | 677 | 1297 | 1601 | 2917 | OEIS A002496 |

Šibkejša peta Hardy-Littlewoodova domneva, posebni primer domneve Bunjakovskega, trdi, da polinom {\displaystyle x^{2}+1\,} tvori neskončno mnogo praštevil za celo število x > 1. Ta posebni primer je obravnaval tudi Euler. To je tudi Landauov četrti problem. Domneva Bunjakovskega ostaja nedokazana in zanjo tudi ni znanega protiprimera.
Domnevo Bunjakovskega se lahko obravnava kot razširitev Dirichletovega praštevilskega izreka, po katerem obstaja neskončno mnogo praštevil oblike nerazcepnega polinoma stopnje 1 – sicer ne zaporednih.